# 波克拉尼
波克拉尼是巴西米纳斯吉拉斯州的一个市镇。总面积691.475平方公里，总人口8769人，人口密度12.7人/平方公里。